# Universal Soldiers
Universal Soldiers is een Amerikaanse film uit 2007 van The Asylum met Kristen Quintrall.

## Verhaal
Genetische supersoldaten keren zich tegen hun maker en het leger moet alles op alles zetten om ze tot de orde te roepen.

## Rolverdeling
| Acteur            | Personage   |
| ----------------- | ----------- |
| Kristen Quintrall | Kate Riley  |
| Dario Deak        | Joe Ellison |
| Jason S. Gray     | Lt. Clarke  |
| Rick Malambri     | Lt. Ash     |
| Angela Vitale     | Anne        |